# فیفا ۱۷
فیفا ۱۷ (انگلیسی: FIFA 17) یک بازی ویدئویی در سبک ورزشی و مرتبط با ورزش فوتبال است که توسط ای‌ای اسپورتس(EA Sports)و در سال ۲۰۱۶ و در پلت‌فرم‌های مایکروسافت ویندوز، پلی‌استیشن ۳، پلی‌استیشن ۴، اکس‌باکس ۳۶۰، اکس‌باکس وان، آی‌اواس، اندروید و ویندوز فون منتشر شده. فیفا ۱۷ نسبت به فیفا ۱۶ تغییرات عمده‌ای کرده که شامل:موتورگرافیکی جدید بازی(Frostbite)این موتور گرافیکی به فیزیکی شدن هر چه بیشتر گیم‌پلی بازی منجر می‌شود، کنار رفتن لیونل مسی از کاور بازی و جانشینی مارکو رویس و امّا مهم‌ترین تغییر اضافه شدن بخش داستانی(The Journey)به بازی است. در این بخش کنترل فوتبالیست جوانی به نام الکس هانتر را بر عهده می‌گیریم. الکس قصد راهیابی به لیگ برتر انگلیس(Primier Leauge)دارد. نکته جالب‌تر این‌که ما می‌توانیم زندگی شخصی آلکس را نیز تجربه کنیم. حتی با زیاد شدن فالووئر(Follower)های آلکس کم‌کم اسپانسر نیز خواهد گرفت. قطعاً طبق سنّت هر ساله، شاهد رقابت این عنوان با PES 2017 هستیم. امّا EA Sports با بخش The Journey دوباره گوی سبقت را از کونامی ربوده همچنین بسیاری از علاقه مندان به این بازی این سری از بازی فیفارو بهترین نسخه تاریخ این بازی می‌دانند.